# Epidendrum cinnabarinum
Epidendrum cinnabarinum är en orkidéart som beskrevs av Philipp Salzmann och John Lindley. Epidendrum cinnabarinum ingår i släktet Epidendrum och familjen orkidéer. Inga underarter finns listade i Catalogue of Life.

## Bildgalleri

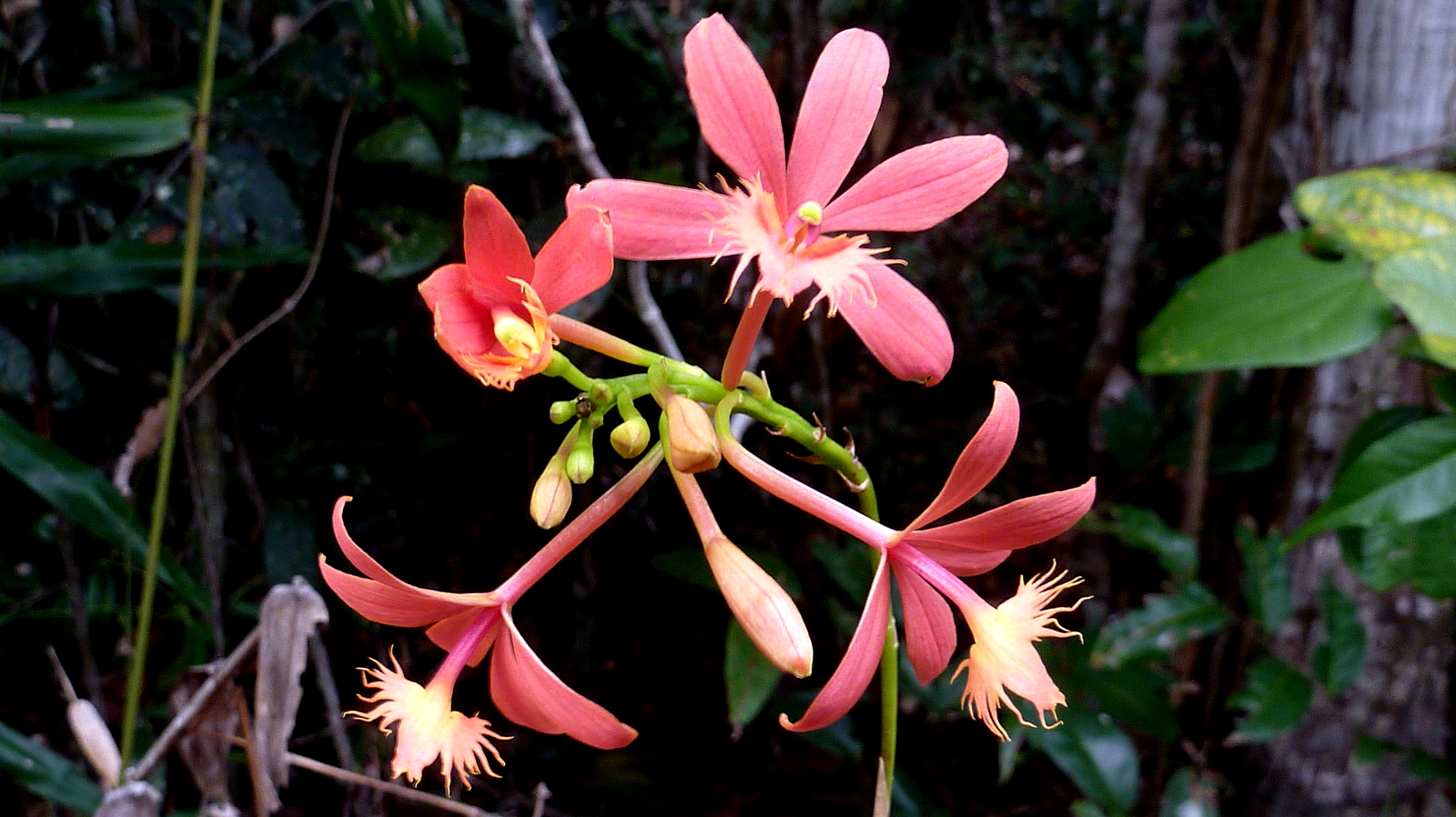
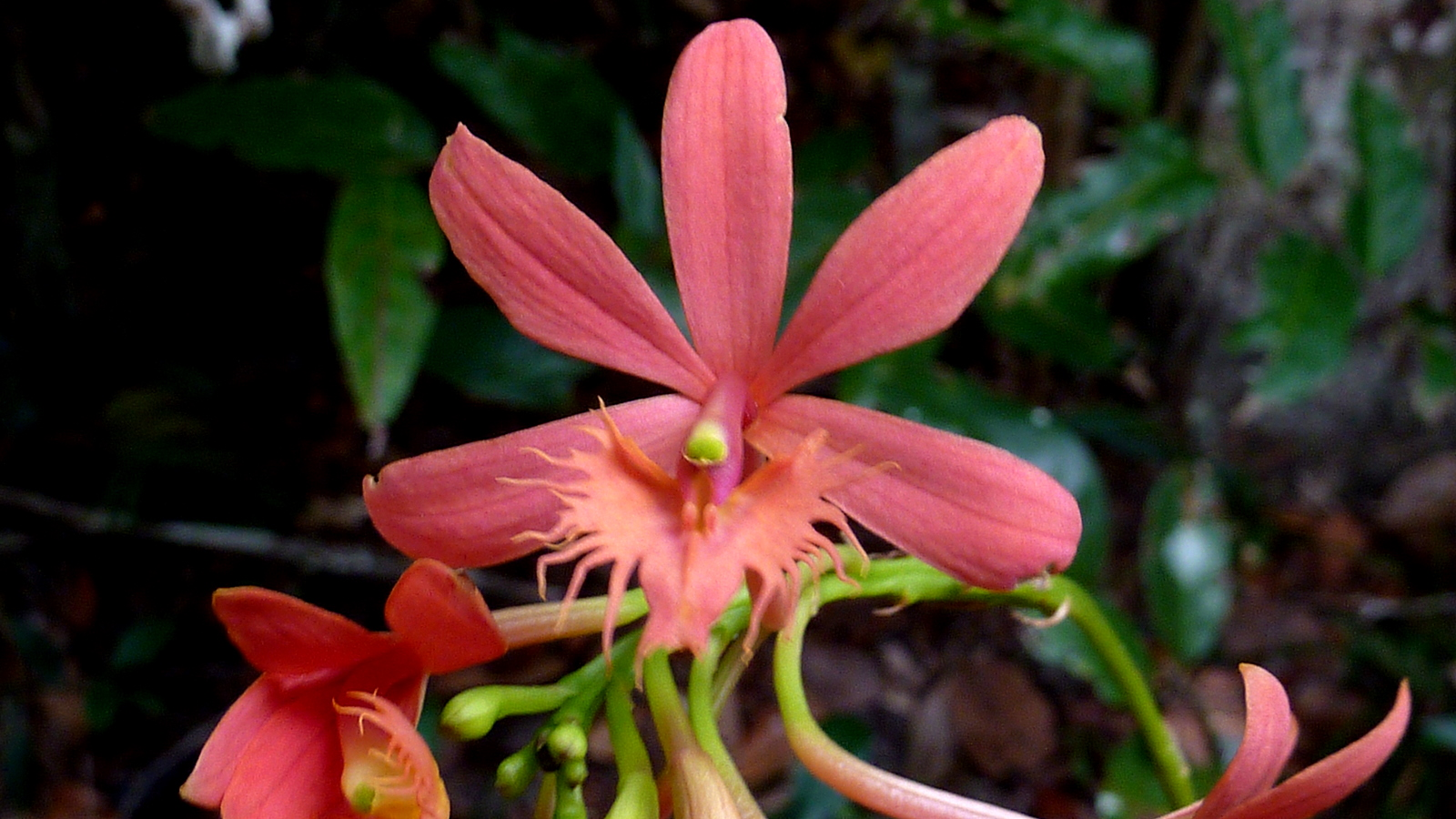
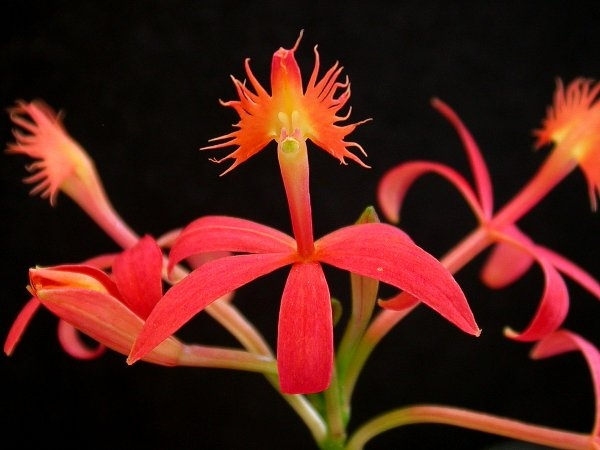
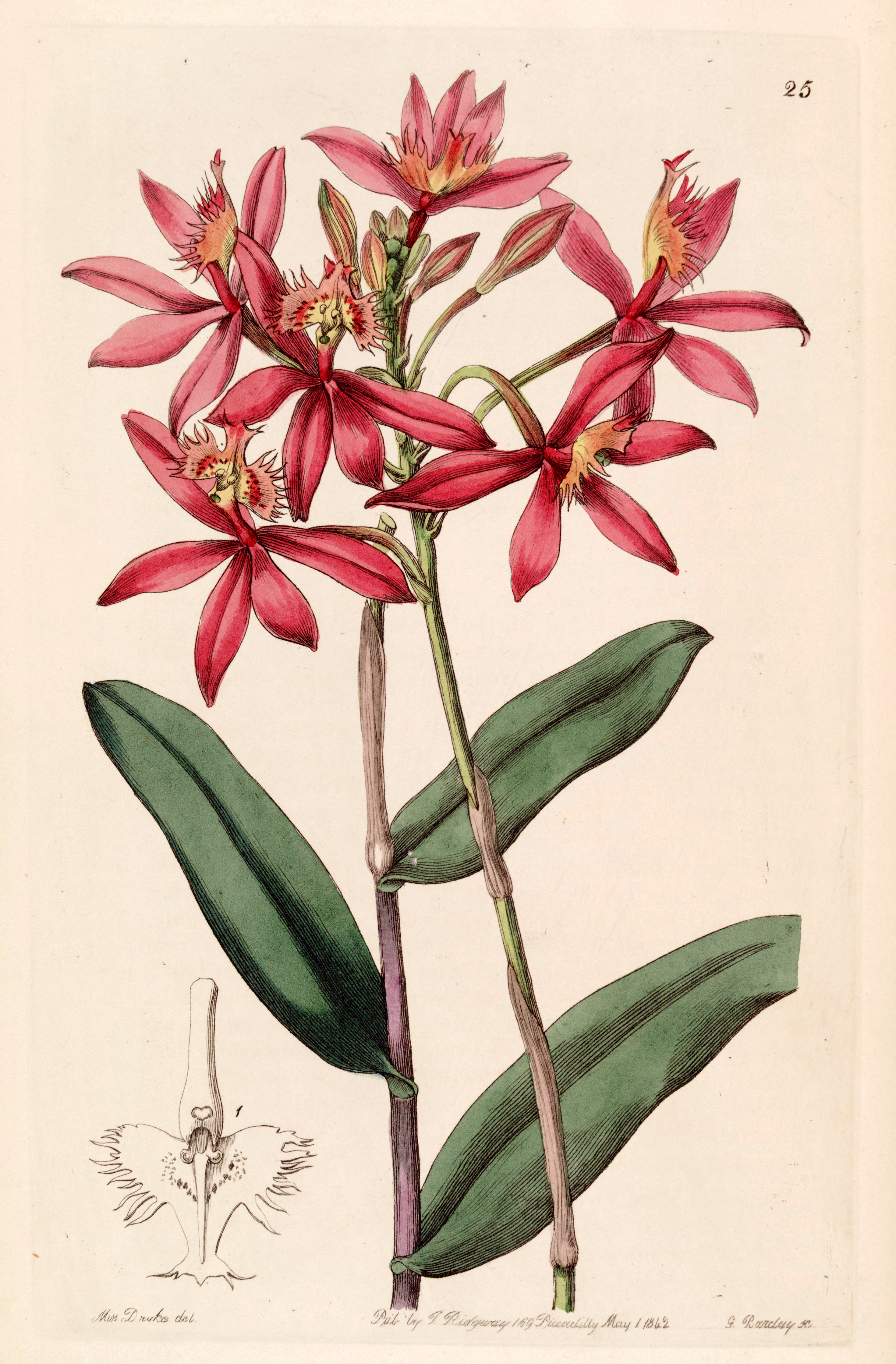
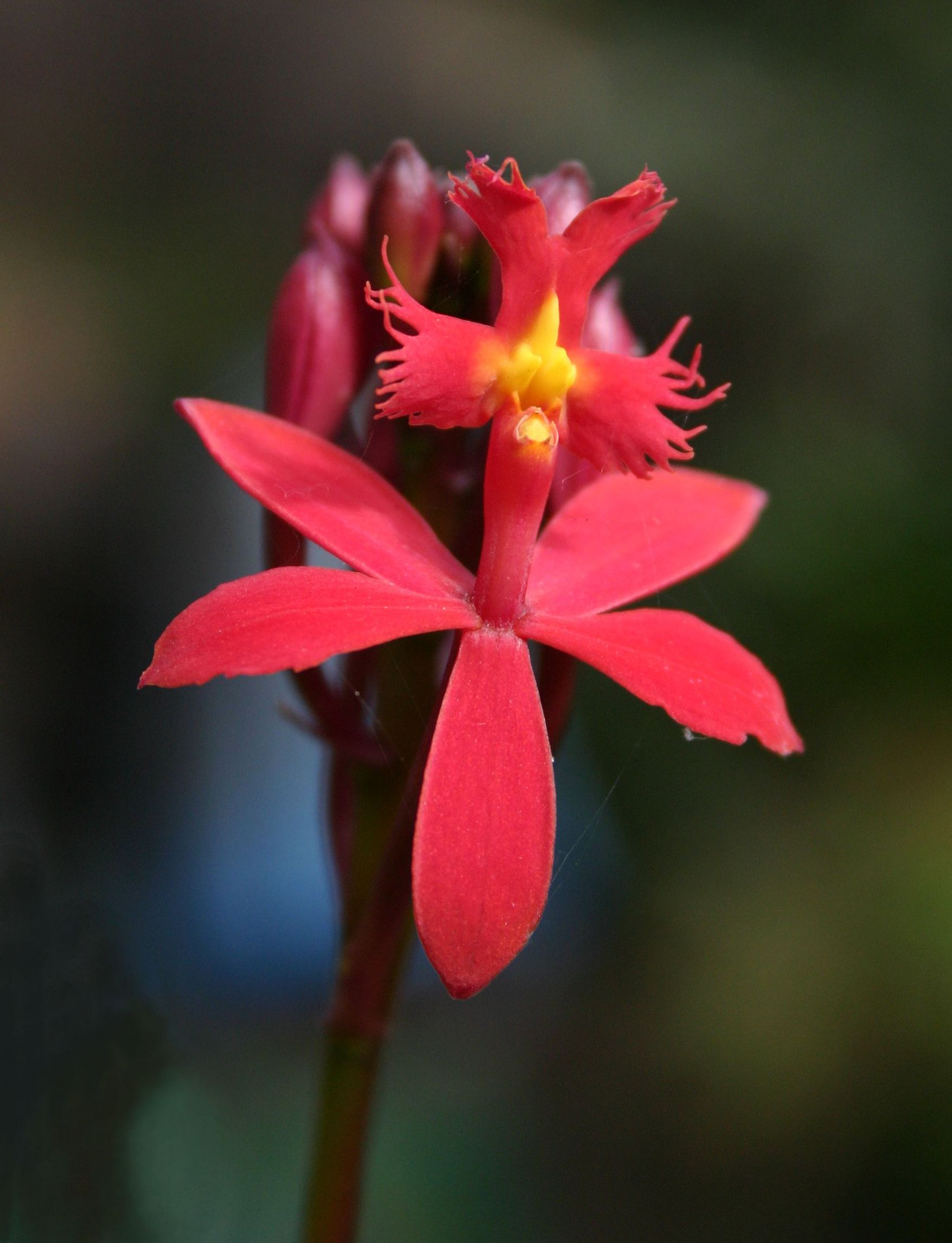